# Petaurista caniceps
Petaurista caniceps — вид гризунів родини Sciuridae. Вона поширена в деяких частинах центрального та південного Китаю, аж до Непалу та М'янми на півдні. Видовий статус є суперечливим, і в численних джерелах її класифікують як підвид P. elegans.

## Характеристики
P. caniceps досягає довжини тіла від 30 до 37 сантиметрів, а хвоста – від 36 до 40 сантиметрів. Задні лапи мають довжину від 61 до 67 міліметрів, а вуха – від 45 до 50 міліметрів. Це робить вид відносно невеликим у межах роду. Забарвлення спини сіре до димчасто-сірого, а голова біля основи вух блідо-коричнева. Черево білувато-коричневе, а горло яскраво-біле. Вид також має помаранчеве забарвлення під лапами та чорний кінчик хвоста. Він відрізняється від близькоспорідненого P. elegans відсутністю плям на хутрі на спині.

## Спосіб життя
Вид мешкає в рододендроново-дубових лісах на висоті від 2100 до 3600 метрів, а також у хвойних лісах на висоті від 3000 до 3600 метрів. Веде виключно деревний та нічний спосіб життя, харчуючись листям, бруньками та шишками рододендрона. Як і всі інші летяги, цей вид здатний ковзати повітрям на великі відстані, стрибаючи з дерева. P. caniceps будує гнізда в дуплах дерев або на гілках вищих дерев і зазвичай живе поодинці поза шлюбним сезоном. Спілкування відбувається за допомогою високих криків, які можна використовувати для визначення місцезнаходження тварин.